# Sciurus flammifer
Sciurus flammifer (Вивірка вогне́нна) — вид ссавців, гризунів родини Вивіркових (Sciuridae).

## Поширення
Країни поширення: Венесуела.

## Морфологія
Середній вимір для 10 зразків: голова і тіла довжиною 274 мм, хвіст довжиною 310 мм, задня ступня довжиною 66.5 мм. У типового зразка голова і вуха були червоними і верх були сиво-жовтий і чорний, темніший на крупі. Підборіддя від жовтого до помаранчевого кольору, черево біле. Базальна третина хвоста чорна, інші 2/3 помаранчеві.